# Фитнес-клуб

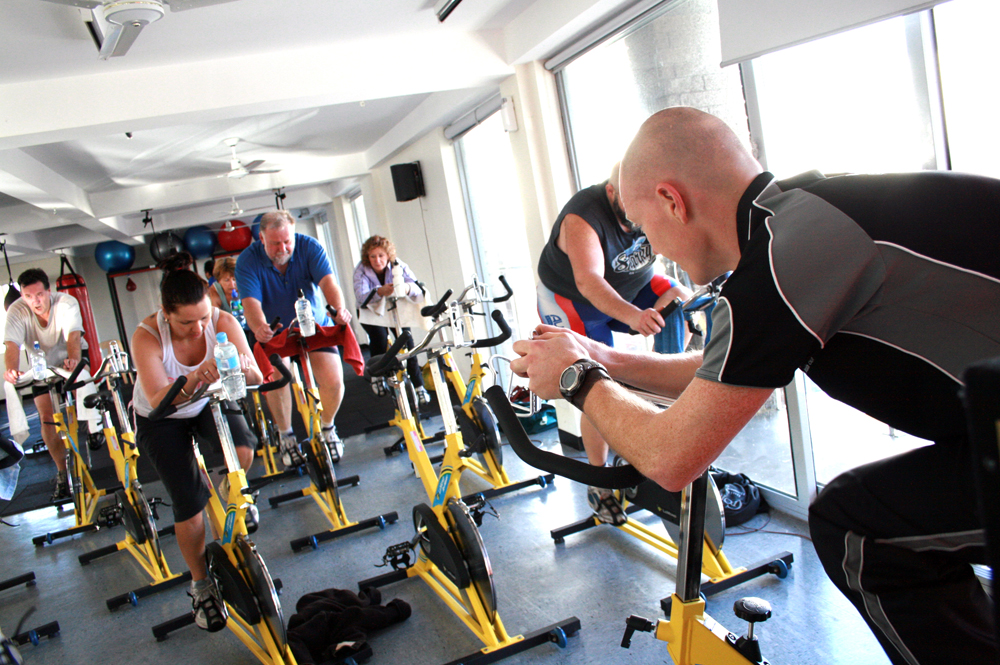

Фи́тнес-клуб — место, сочетающее в себе спортивный зал для проведения групповых и танцевальных программ, спортивный зал для игровых видов спорта (не во всех фитнес-клубах), тренажёрный зал, плавательный бассейн (не во всех фитнес-клубах; для спортивного плавания и аквааэробики), кардио-зону, залы аэробики, студии сайкла, студии пилатеса на большом оборудовании, студии единоборств, студии йоги.. Ряд фитнес-клубов заключили контракты на преподавание специальных дисциплин новозеландской группы спортсменов LesMills International, однако из-за санкций зарубежных стран от LesMills International отделилось российское представительство LesMills Russia, которое было переименовано в Национальную лигу тренеров, при этом тренировки LesMills продолжают проводиться в РФ уже без слова Body (вместо BodyCombat теперь Combat и так на прочих дисциплинах), вместо тренировок LesMills Barre в РФ преподают авторскую тренировку Functional Ballet, а вместо тренировки LesMills Sh'Bam преподают авторскую тренировку Hype Dance. Также является сооружением, которые имеют площади для проведения оздоровительных и фитнес-тренировок при помощи силовых упражнений и оборудования для кардио-тренировок и которые открыты для свободного посещения за плату на основе платежей за разовое посещение или по членской системе (IHRSA). Ряд фитнес-клубов комфорт и премиум классов имеют уличные площадки WorkOut, места для загара и выполнению групповых программ на улице и у некоторых фитнес-клубов VIP-классов есть также открытые бассейны на улице, а также ряд фитнес-клубов комфорт и премиум класса проводят внутриклубные, городские и в некоторых случаях международные спортивные соревнования.

## Значения фитнес-клуба
В фитнес-клубе можно найти инструктора, который составит индивидуальную программу оздоровления и укрепления организма.
Многие фитнес-клубы также предоставляют услуги массажа, салона красоты, бани, сауны и хаммама.
Приведем перевод определения понятия «фитнес-клуб», которое дает международная ассоциация спортивно-оздоровительных клубов «IHRSA» (США).
Проанализировав данное определение, можно отметить такую важную отличительную особенность, что под фитнес-клубом следует понимать объект, имеющий силовые тренажёры и оборудование, а также кардиотренажёры и площади для групповых программ. Минимальная площадь, на которой все это можно разместить, как правило, составляет не менее 400 м.кв. Если площадь меньше, то данная организация уже не попадает под указанное выше определение «фитнес-клуба» и может быть охарактеризована, например, как тренажёрный зал или студия групповых программ или йоги..